# Казеле Ланди
Казѐле Ла̀нди (на италиански: Caselle Landi, на западноломбардски: Casèli, Казели) е село и община в Северна Италия, провинция Лоди, регион Ломбардия. Разположено е на 44 m надморска височина. Населението на общината е 1658 души (към 2012 г.).

## Известни личности
Родени в Казеле Ланди
- Джовани Лози (1838 – 1882), духовник